# Mindripper
Mindripper (Originaltitel: The Outpost), auch bekannt unter den Namen The Hills Have Eyes Part III und Wes Craven’s Mind Ripper, ist ein US-amerikanischer Film von Joe Gayton, der 1995 veröffentlicht wurde. Produziert wurde er unter anderem von Wes Craven.

## Handlung
Der Militärwissenschaftler Stockton und seine Crew, die für die Firma Gentec arbeiten, entdecken vor ihrer Forschungseinrichtung in der Wüste einen fast toten Mann, der von einer Klippe gesprungen war. Nach kurzem Hin und Her beschließen sie, dem lebensgefährlich verletzten Mann in ihrem unterirdischen Labor ein gentechnologisch hergestelltes Virus-Präparat zu spritzen, das ihn am Leben erhalten soll. Das Virus sorgt dafür, dass sich die Zellen selbstständig regenerieren. Der Patient verbleibt jedoch in einem komatösen Zustand.
Ein paar Monate später hat Stockton gekündigt, da er mitbekam, dass Gentec mit der US-Army zusammenarbeitet, um eine neuartige Form von Supersoldaten zu züchten. Als er gerade mit seinen Kindern zu einem Camping-Trip aufbrechen möchte, erhält er einen Anruf seiner alten Kollegen. Thor (für Transmuted Human ORganism), wie sie den Probanden getauft haben, ist aus dem Koma erwacht. Mit einer Wilga 35 macht er sich zusammen mit Sohn Scott, Tochter Wendy und deren Freund Rob auf dem Weg zum Forschungslabor.
In der Zwischenzeit hat der zu einem Monster mutierte Thor zwei Mitglieder des Teams getötet. Alex hat das Kommando an sich gerissen und zwingt Joanne und Mark dazu, den Mutanten einzufangen. Er wird zwar überwältigt, manipuliert aber in letzter Sekunde das Sicherheitsschloss, so dass die drei nicht fliehen können. Thor schnappt sich Alex und frisst dessen Gehirn. Er benötigt eine Chemikalie, die sich in menschlichen Gehirnen befindet. Auch Mark wird später Opfer des Mutanten.
Stockton betrat indessen mit seiner Familie das Labor. Durch Zufall begegnet Scott dem Mutanten, doch Stockton kann ihn retten, wird jedoch selbst entführt. Die verbliebenen Mitglieder der Familie schmieden nun zusammen mit Joanne einen Plan, das Monster aufzuhalten. Sie sperren es in einer Kühlkammer ein, dabei stirbt jedoch Rob. Sie suchen nun Stockton, um dessen Hand, die sie zum Öffnen des Türschlosses benötigen, abzuschneiden. Wider Erwarten ist er jedoch am Leben, und die vier fliehen zunächst mit einem Van. Thor ist jedoch aus der Forschungseinrichtung entkommen. Scott gelingt es, die Zunge, die zur Nahrungsaufnahme Thors dient, abzuschneiden. Nun fliehen sie mit dem Flugzeug, aber auch hier ist Thor bereits. Es gelingt den vier, ihn zu überwältigen, und er fällt hinunter auf die Erde. Das letzte Bild des Films zeigt die zuckende Hand des zerschmetterten Körpers von Thor.

## Hintergrund
Mindripper wird in einigen Ländern, unter anderem Deutschland und den USA als dritter Teil von Hügel der blutigen Augen vermarktet. Mit dem ursprünglichen Film hat er allerdings nichts zu tun, nur die Wüstenlokation erinnert an den ersten Teil. Wes Craven, der Regisseur von Hügel der blutigen Augen, produzierte den Film nur, das Drehbuch stammt von seinem Sohn Jonathan Craven. Die Spezialeffekte stammen von Image Animation.
In Deutschland startete der Film im Fernsehprogramm auf dem Pay-TV-Sender Premiere 1996 und anschließend auf RTL 2. Zu sehen war jeweils eine geschnittene Fassung. Erst das VHS-Label Screen Power sorgte für eine ungekürzte VHS-Auflage. Er erschien auch in der ungekürzten The Hills Have Eyes-Box zusammen mit Hügel der blutigen Augen und Im Todestal der Wölfe, die auch in Österreich aufgelegt wurde.

## Kritiken
„Drittklassiger Horrorfilm mit linkischen Darstellern und einem leicht durchschaubaren Buch, der die Frankenstein-Geschichte vom Monster und seinem Schöpfer nur ungeschickt kopiert.“

„Originell klingt die Story von ‚Wes Craven’s Mindripper‘ nicht unbedingt und viel mehr als ein B-Movie ist dieser Streifen auch nicht. Leute, die allerdings nicht so viel Wert auf großprotziges Hollywood-Kino legen, dürften mit dem Film aber sicherlich eine recht unterhaltsame Abwechslung finden. ‚Wes Craven’s Mindripper‘ ist nämlich ein recht kurzweiliger Film, der nur von ein paar kleinen Längen etwas abgewertet wird.“